# 파이낸셜 타임스
《파이낸셜 타임스》(Financial Times, FT) 지는 영국의 국제 비즈니스 신문이다. 런던 본사에서 매일 출판되고 영국, 미국, 유럽대륙, 아시아에 현지 영문판이 있다. 영국 정부의 경제 정책에 크나큰 영향을 미친다. 《파이낸셜 타임스》 지는 영국의 최고의 매일 신문들 가운데 하나로 여겨지고 있다.
세계 각지에 지사를 두고, 각지의 시사 뉴스 및 각지의 상세한 상업 및 경제 분야를 보도하는 신문으로서，매일의 주가 및 금융상품의 가격을 싣고 있다. 토요일판에는 문화, 예술 등의 섹션도 있다.
2015년 7월에 일본의 경제신문사 니혼게이자이 신문이 8억 4천4백만 파운드에 인수하였다.

## 역사
파이낸셜 타임스는 1888년 1월 9일에 제임스 셰리던(James Sheridan)과 그의 형제가 창간하여 세웠으며 같은 해 2월 8일에 당시 이름이던 （London Financial Guide）를 현재의 이름으로 바꾸었다. 1893년부터는 연어색(분홍색)을 사용하였으며，여러 해 동안 여러 금융 신문들과 경쟁하였다. 그러다가 1945년에 이 경쟁사들 가운데 하나인 파이낸셜 뉴스(Financial News, 1884년 설립)지를 인수하였다.
2000년부터는 독일어판 (Financial Times Deutschland）를 출판하였고, 2003년에 약 9만부 발행했었다. 하지만, 2012년 12월 7일에 폐간하였다.
2015년 7월 23일에 일본의 니혼게이자이 신문이 독일의 악셀 슈프링어 AG를 꺾고 FT그룹의 인수권을 따냈다. 닛케이는 FT그룹의 모기업 피어슨(Pearson)에 8억 4천4백만 파운드를 현금으로 지불했고 2015년 11월 30일에 인수가 완료되었다.

## 같이 보기
- 정기간행물